# 963
Cette page concerne l'année 963  du calendrier julien.
L'année 963 est une année commune qui commence un jeudi.

## Événements
- 1er février-6 avril, Chine : campagne des Song contre le Jingnan et Chu[1].
- Été : victoire de Jean Tzimiskès sur l’émir de Tarse à la bataille d'Adana en Cilicie[2].

- Nouvelle invasion de l'Égypte par les Nubiens de Dongola[3].

### Europe
- 15 mars : mort de l'empereur byzantin Romain II. Théophano exerce la régence de ses fils Basile II et Constantin VIII avec l’eunuque Joseph Bringas[2].
- Avril : Théophano appelle à Constantinople Nicéphore Phocas. Le parakimomène Joseph Bringas menace de lui faire crever les yeux pour avoir abandonné son armée. Nicéphore doit se réfugier à Sainte-Sophie, et avec le soutien du patriarche Polyeucte, il est confirmé dans son commandement de l’armée d’Asie (mai)[2].
- 3 avril : mort de Guillaume Tête d'Étoupe. Guillaume Fierabras est duc d’Aquitaine depuis son abdication à la fin de 962 ou au début de 963 (fin en 994)[4].
- 12 avril : première mention du château de Luxembourg, qui est acquis par le comte Sigefroid, à l'origine du comté du Luxembourg[5].
- 3 juillet : à la faveur d'une révolte militaire, Nicéphore Phocas est proclamé empereur byzantin associé par ses troupes à Césarée de Cappadoce (fin en 969).
- 9 août : émeute à Constantinople alors que Nicéphore Phocas est à Chrysopolis[2]
- 16 août : Nicéphore II Phocas entre dans Constantinople et s’empare du trône. Joseph Bringas doit fuir[2].
- 20 septembre : Nicéphore II Phocas épouse Theophano, veuve de Romain II[2].
- 6 novembre : le pape Jean XII est déposé[6] pour meurtre, inceste et parjure par Otton Ier[7]. Les féodaux italiens turbulents sont durement rappelés à l’obéissance.
- 6 décembre : début du pontificat de Léon VIII (fin en 964)[8]. Fin de la période dite de la « pornocratie » .

- Conversion du roi du Danemark Harald à la dent bleue au christianisme, selon Widukind de Corvey[9]. L’empereur Otton Ier est victorieux des Danois dans le Jylland. Harald se réfugie dans le Limfjord et s’installe dans l’île de Mors. Là, il accepte le baptême. L’évêque Poppo l’a convaincu de se convertir avec son armée en lui proposant de se soumettre à une sorte d’ordalie : il prend dans sa main nue un bloc de fer porté au rouge et n’est pas brûlé. Le jarl Hákon, que Harald a appelé à l’aide, arrive en renfort dans l’île de Mors. Harald fait pression sur lui pour qu’il se baptise avec sa famille, et il accepte. Le roi lui adresse des prêtres pour qu’ils aillent annoncer la bonne nouvelle dans tout le pays. Mais le jarl se débarrasse des ecclésiastiques, traverse le détroit et retourne au paganisme. Harald restera fidèle au christianisme[10].
- Conquête de la Lusace par le margrave Gero. Les Allemands atteignent l'Oder et le duc de Pologne Mieszko doit reconnaitre la suzeraineté d'Otton le Grand sur la Warta[11]. Le comte Wichmann II, révolté contre Otton Ier lance plusieurs campagnes contre la Pologne jusqu'en 967[12].